# 24-Stunden-Rennen von Daytona 1979

Skizze des Daytona International Speedway, das Rennen wurde auf dem kombinierten Oval- und Straßenkurs ausgetragen

Das zwölfte 24-Stunden-Rennen von Daytona, auch 17th Annual 24 Hour Pepsi Challenge, Daytona International Speedway, fand am 3. und 4. Februar 1979 auf dem Daytona International Speedway statt und war der erste Wertungslauf der Sportwagen-Weltmeisterschaft dieses Jahres. Gleichzeitig war das Rennen der erste Lauf zur IMSA-GTO- und GTU-Meisterschaft 1979.

## Das Rennen
Für den ersten Sportwagen-Weltmeisterschaftslauf der Saison gingen 84 Meldungen beim Veranstalter ein. Schlussendlich nahmen am Nachmittag des 3. Februar 68 Rennwagen der Klassen GTX, GTO und GTU das Rennen auf. Von der Pole-Position ging Martino Finotto ins Rennen. Der Italiener erzielte im Training auf seinem Porsche 935 eine Zeit von 1:46,113 Minuten auf seiner schnellsten Runde.
Nach 24 Stunden Rennzeit wurden die drei US-amerikanischen Rennfahrer Ted Field, Danny Ongais und Hurley Haywood als Sieger abgewunken.

## Ergebnisse

### Schlussklassement
| 1               | GTX | 0  | Interscope Racing                   | Ted Field Danny Ongais Hurley Haywood                                                  | Porsche 935/79                 | 684 |
| 2               | GTO | 65 | Modena Sports Cars                  | John Morton Tony Adamowicz                                                             | Ferrari 365 GTB/4 Competizione | 635 |
| 3               | GTX | 11 | Bruce Canepa                        | Bruce Canepa Rick Mears Monte Shelton                                                  | Porsche 935                    | 627 |
| 4               | GTX | 94 | Whittington Bros. Racing            | Don Whittington Bill Whittington Jürgen Barth                                          | Porsche 935/79                 | 622 |
| 5               | GTU | 7  | Mazda Technical Center              | Yoshimi Katayama Yōjirō Terada Takashi Yorino                                          | Mazda RX-7                     | 617 |
| 6               | GTU | 77 | Mazda Technical Center              | Walt Bohren Amos Johnson Roger Mandeville                                              | Mazda RX-7                     | 615 |
| 7               | GTU | 60 | E. J. Pruitt & Sons                 | Rusty Bond Ren Tilton                                                                  | Porsche 911 S                  | 612 |
| 8               | GTO | 54 | Montura Ranch Estates               | Tony Garcia Juan Montalvo Alberto Vadia                                                | Porsche 911 Carrera RSR        | 587 |
| 9               | GTO | 98 | Van Every Racing                    | Lance Van Every Ash Tisdelle Robert Overby                                             | Porsche 911 Carrera RSR        | 579 |
| 10              | GTO | 03 | Lubrifilm Racing                    | Angelo Pallavicini Enzo Calderari Marco Vanoli                                         | Porsche 934                    | 577 |
| 11              | GTU | 75 | Mike Ramirez                        | Mike Ramirez Manuel Villa Luis Gordillo                                                | Porsche 911                    | 560 |
| 12              | GTO | 37 | Botero Racing                       | Honorato Espinosa Francisco López Jorge Cortes                                         | Porsche 911 Carrera RS         | 551 |
| 13              | GTU | 33 | Peter Welter                        | Peter Welter Richard Aten Jack Refenning                                               | Porsche 911                    | 550 |
| 14              | GTO | 58 | Diego Febles Racing                 | Diego Febles Phil Currin                                                               | Porsche 911 Carrera RS         | 543 |
| 15              | GTX | 5  | Budweiser Racing                    | Charles Mendez Johnny Rutherford Paul Miller                                           | Porsche 935                    | 529 |
| 16              | GTU | 27 | Miami Auto Racing                   | Ray Mummery Tom Sheehy Luis Sereix                                                     | Porsche 911 S                  | 522 |
| 17              | GTU | 62 | Koll Motorsports                    | Bill Koll Jim Cook                                                                     | Porsche 914/6                  | 511 |
| 18              | GTO | 95 | Stephen E. Bond                     | Stephen Bond Philip Dann                                                               | Chevrolet Monza                | 509 |
| 19              | GTO | 21 | Oftedahl Racing                     | John Wood Tom Bagley Carl Shafer                                                       | Chevrolet Camaro               | 493 |
| 20              | GTU | 42 | Bullwinkele Racing, Inc.            | Tom Ashby Bill Bean Bob Beasley                                                        | Porsche 911                    | 493 |
| 21              | GTU | 08 | Southern Racing Ent.                | Terry Wolters Nort Northam Richard Weiss                                               | Porsche 911 S                  | 488 |
| 22              | GTU | 34 | Drolsom Racing                      | George Drolsom Mark Greb John Maffucci                                                 | Porsche 911                    | 482 |
| 23              | GTO | 64 | Lenton B. McGill                    | C. C. Canada Russ Boykin Tom Ciccone                                                   | Chevrolet Camaro               | 458 |
| 24              | GTU | 61 | Faza Squadra                        | Al Cosentino Dick Starita Taku Akaike                                                  | Mazda RX-3                     | 444 |
| 25              | GTU | 8  | Automobiles International Inc.      | Anatoly Arutunoff José Marina Danny Sullivan                                           | Lancia Stratos HF              | 439 |
| 26              | GTX | 6  | Dick Barbour Racing                 | Dick Barbour Brian Redman Paul Newman                                                  | Porsche 935/77A                | 410 |
| 27              | GTO | 80 | Herb Adams                          | Herb Adams Peter Frey Louis Spoerl                                                     | Pontiac Firebird               | 408 |
| 28              | GTU | 17 | Racing Beat                         | Jim Mederer Don Sherman Jeff Kline                                                     | Mazda RX-7                     | 393 |
| 29              | GTO | 93 | Whittington Bros. Racing            | Dale Whittington Don Whittington Preston Henn                                          | Porsche 934                    | 389 |
| 30              | GTU | 71 | Bill Scott Racing                   | Bill Scott Mark Hutchins Pierre Honegger                                               | Porsche 911                    | 388 |
| 31              | GTU | 40 | Performance Specialists             | Steve Southard William Koch Earl Roe                                                   | Porsche 914/6                  | 385 |
| 32              | GTX | 1  | Gelo Racing Team                    | Bob Wollek Jacky Ickx Peter Gregg                                                      | Porsche 935/77A                | 342 |
| 33              | GTO | 69 | Bytzek Automotive                   | Klaus Bytzek Rudy Bartling Ludwig Heimrath senior                                      | Porsche 911 Carrera RSR        | 335 |
| 34              | GTO | 29 | Stratagraph Inc.                    | Billy Hagan Hoyt Overbagh Ron Reed                                                     | Chevrolet Monza                | 331 |
| 35              | GTU | 89 | Hamilton House Racing               | Joseph Hamilton Rob Hoskins Herb Forrest                                               | Porsche 911 S                  | 329 |
| 36              | GTO | 51 | Casablanca Fan Co.                  | Robert Kirby John Hotchkis Howard Meister                                              | Porsche 911 Carrera RSR        | 328 |
| 37              | GTO | 15 | Bavarian Motors International       | Alf Gebhardt Sepp Grinbold                                                             | BMW 3.5 CSL                    | 299 |
| 38              | GTO | 81 | Performance Export                  | Ernesto Soto Francisco Romero Oscar Notz                                               | Porsche 911 Carrera RSR        | 241 |
| 39              | GTU | 01 | D. R. Racing                        | Dave White J. Kurt Roehrig John Hamilton                                               | Porsche 911                    | 223 |
| 40              | GTX | 13 | Hal Shaw Racing                     | Hal Shaw, Jr. Tom Spalding Norm Ridgely                                                | Porsche 935                    | 222 |
| 41              | GTU | 36 | Case Racing                         | Ron Case Dave Panaccione                                                               | Porsche 911                    | 210 |
| 42              | GTX | 53 | Guy Thomas                          | Guy Thomas Milton Moise Tom Nehl                                                       | Chevrolet Camaro               | 201 |
| 43              | GTO | 06 | Al Levenson                         | Al Levenson Gary Baker Lanny Hester                                                    | Chevrolet Corvette             | 197 |
| 44              | GTX | 23 | Charlie Kemp                        | Charlie Kemp Carson Baird Kees Nierop                                                  | Ford Mustang II Cobra          | 168 |
| 45              | GTX | 3  | Jolly Club – Sportwagen Racing Team | Martino Finotto Carlo Facetti Giampiero Moretti                                        | Porsche 935                    | 164 |
| 46              | GTX | 4  | LM Joest Porsche                    | Reinhold Joest Rolf Stommelen Volkert Merl                                             | Porsche 935/77A                | 162 |
| 47              | GTO | 90 | Bob’s Speed Products                | Rick Kump Bob Lee Sam Miller                                                           | AMC AMX                        | 156 |
| 48              | GTO | 12 | Oftedahl Racing                     | Gerry Wellik Tom Bagley Joe Chamberlain                                                | Chevrolet Camaro               | 147 |
| 49              | GTO | 56 | Peerless Racing                     | Craig Carter Murray Edwards Richard Valentine                                          | Chevrolet Camaro               | 144 |
| 50              | GTX | 2  | Gelo Racing Team                    | Manfred Schurti John Fitzpatrick Bob Wollek                                            | Porsche 935/77A                | 135 |
| 51              | GTU | 57 | John Tremblay                       | John Tremblay Bob Lapp                                                                 | Datsun 240Z                    | 118 |
| 52              | GTX | 9  | Dick Barbour Racing                 | Bob Akin Rob McFarlin Roy Woods                                                        | Porsche 935                    | 117 |
| 53              | GTX | 66 | JMS Racing-Pozzi                    | Jean-Claude Andruet Spartaco Dini Claude Ballot-Léna                                   | Ferrari 512 BB/LM              | 103 |
| 54              | GTX | 67 | JMS Racing-Pozzi                    | Claude Ballot-Léna Michel Leclère Jean-Claude Andruet                                  | Ferrari 512 BB/LM              | 101 |
| 55              | GTX | 24 | Graham Shaw                         | Graham Shaw Don Yenko Jerry Thompson                                                   | Chevrolet Monza                | 86  |
| 56              | GTO | 38 | Boricua Racing                      | Bonky Fernandez Chiqui Soldevilla Tato Ferrer                                          | Porsche 911 Carrera RSR        | 73  |
| 57              | GTX | 68 | N.A.R.T.                            | Bob Tullius Jean-Pierre Delaunay Pat Bedard                                            | Ferrari 512 BB/LM              | 72  |
| 58              | GTX | 43 | Meldeau Tire Co.                    | Bill McDill Stephen Behr                                                               | Chevrolet Camaro               | 59  |
| 59              | GTO | 46 | Mauricio de Narváez                 | Mauricio de Narváez Albert Naon Pedro DeNarvaez                                        | Porsche 911 Carrera RSR        | 46  |
| 60              | GTO | 07 | Budweiser Racing                    | Dave Cowart David McClain Kenper Miller                                                | Porsche 911 Carrera RSR        | 35  |
| 61              | GTX | 00 | Interscope Racing                   | Preston Henn Ted Field Danny Ongais                                                    | Porsche 935/77A                | 29  |
| 62              | GTX | 14 | Bavarian Motors International       | Steve Griswold Steve Earle Rick Knoop                                                  | BMW 3.0 CSL                    | 25  |
| 63              | GTU | 96 | Gary Wonzer                         | Gary Wonzer Robert Whitaker George Van Arsdale                                         | Triumph GT6                    | 20  |
| 64              | GTU | 48 | Frank L. Leary, III                 | Frank Leary Casey Mollett Steve Cook                                                   | Datsun 240Z                    | 13  |
| 65              | GTX | 18 | JLP Racing                          | John Paul Al Holbert Michael Keyser                                                    | Porsche 935 JLP-1              | 12  |
| 66              | GTU | 79 | Sports Ltd. Racing                  | Bob Bergstrom Brad Frisselle                                                           | Mazda RX-7                     | 9   |
| 67              | GTX | 73 | Howey Farms                         | Clark Howey Dale Koch Tracy Wolf                                                       | Chevrolet Camaro               | 4   |
| Nicht gestartet |     |    |                                     |                                                                                        |                                |     |
| 68              | GTU | 63 | Faza Squadra                        | Al Cosentino Craig Fisher                                                              | Mazda RX-3                     | 1   |
| 69              | GTU | 78 | Associated Speed & Performance      | Ken Williams Wiley Doran Neil Upchurch                                                 | Datsun 240Z                    | 2   |
| 70              | GTU | T  | Mazda Technical Center              | Yoshimi Katayama Yojiro Terada Takashi Yorino Walt Bohren Jim Downing Roger Mandeville | Mazda RX-7                     | 3   |

1 nicht gestartet
2 nicht gestartet
3 Trainingswagen

### Nur in der Meldeliste
Hier finden sich Teams, Fahrer und Fahrzeuge, die ursprünglich für das Rennen gemeldet waren, aber aus den unterschiedlichsten Gründen daran nicht teilnahmen.
| Pos. | Klasse | Nr. | Team                  | Fahrer                                      | Chassis                 |
| ---- | ------ | --- | --------------------- | ------------------------------------------- | ----------------------- |
| 71   | GTO    | 04  | Rick Thompkins        | Rick Thompkins Dave Heinz Tom Cochran       | Chevrolet Corvette      |
| 72   |        | 05  | Cliff Gottlob         | Cliff Gottlob Danny Terrill                 | Chevrolet Corvette      |
| 73   | GTU    | 20  | DiLella Racing        | Vince DiLella Manuel Cueto Jose Fernandez   | Porsche 914/6           |
| 74   | GTO    | 22  | Dale Kreider Racing   | Dale Kreider Bruce Davidson                 | Chevrolet Corvette      |
| 75   |        | 25  | Larry Parker          | Robert LaMay Larry Parker                   | Ford Mustang II         |
| 76   | GTU    | 31  | Hiram Cruz            | Hiram Cruz Juan López Mandy Gonzalez        | Porsche 911             |
| 77   |        | 35  | Luis Botero           | Pedro DeNarvaez Luis Botero Henning Buff    | Porsche 911 Carrera RSR |
| 78   | GTU    | 44  | Sud Porsche Racing    | Kent Murry George Van Arsdale Richard Weiss | Porsche 911             |
| 79   | GTU    | 45  | Paul Cloutier         | Jan Chudziak Paul Cloutier Lou Timolat      | Mazda RX-3              |
| 80   | GTU    | 83  | Zotz Garage Inc.      | Harro Zitza John Belperche Doug Zitza       | Porsche 914/6           |
| 81   | GTU    | 85  | John E. Hulen         | John Hulen Ron Coupland Bob Speakman        | Porsche 914/6           |
| 82   | GTX    | 86  | Tom Ross Racin        | Tom Ross William Kull James Southard        | Ford Pinto              |
| 83   |        | 87  | U-Mo Racing           | Charles Gano Earle Moffitt Robert Uiterwyk  | Chevrolet Corvette      |
| 84   | GTU    | 88  | DAY Enterprise Racing | Dave Yerger Dario Orlando Tony Cassata      | Alfa Romeo GTV          |

### Klassensieger
| Klasse | Fahrer           | Fahrer         | Fahrer         | Fahrzeug                       | Platzierung im Gesamtklassement |
| ------ | ---------------- | -------------- | -------------- | ------------------------------ | ------------------------------- |
| GTX    | Ted Field        | Danny Ongais   | Hurley Haywood | Porsche 935/79                 | Gesamtsieg                      |
| GTO    | John Morton      | Tony Adamowicz |                | Ferrari 365 GTB/4 Competizione | Rang 2                          |
| GTU    | Yoshimi Katayama | Yojiro Terada  | Takashi Yorino | Mazda RX-7                     | Rang 5                          |

### Renndaten
- Gemeldet: 84
- Gestartet: 67
- Gewertet: unbekannt
- Rennklassen: 3
- Zuschauer: unbekannt
- Wetter am Renntag: kalt und trocken
- Streckenlänge: 6,180 km
- Fahrzeit des Siegerteams: 24:00:24,870 Stunden
- Gesamtrunden des Siegerteams: 884
- Gesamtdistanz des Siegerteams: 4227,039 km
- Siegerschnitt: 176,077 km/h
- Pole Position: Martino Finotto – Porsche 935 (#3) – 1:46,113 = 253,776 km/h
- Schnellste Rennrunde: Peter Gregg – Porsche 935/77A (#1) – 1:49.447 = 203,217 km/h
- Rennserie: 1. Lauf zur Sportwagen-Weltmeisterschaft 1979
- Rennserie: 1. Lauf zur IMSA-GT-Serie 1979